# Thomas De Monaco
Thomas De Monaco (* 19. Juni 1961 in Zürich, Schweiz) war ein international tätiger Fotograf und Creative Director, bevor er 2020 begann, seine eigenen Parfums zu entwickeln, welche 2022 als Thomas De Monaco Parfums lanciert wurden.

## Frühe Karriere
1991 gründet Thomas De Monaco sein Studio in Zürich, welches internationale Strategien unter anderem für Swatch und die damalige Swissair entwickelte. National bekannt wurde das Studio unter anderem durch die Entwicklung des Nachtnetzes der Stadt Zürich. Ab 2001 hatte sich das Studio von Thomas De Monaco auf die Entwicklungen und Realisationen von visuellen Konzepten und Kampagnen in Paris, London und New York spezialisiert. Als unabhängiger Creative Director und visueller Künstler sind bis 2023 Kampagnen für internationale Luxusmarken und redaktionelle Publikationen entstanden.

## Auftraggeber
Cartier • Chanel • Dior • Giorgio Armani • Givenchy • Guerlain • Helena Rubinstein • Hermès • Hugo Boss • La Prairie • Le Bon Marché • Yves Saint Laurent • Audemars Piguet • Breguet • Chopard • DeBeers • IWC • Piaget • Rolex • Swatch • Vacheron Constantin • Dom Pérignon • Hennessy • Martell • Moët & Chandon • Remy Martin • Ruinart • M le Monde • Sunday Telegraph • Wallpaper • Vogue

## Thomas De Monaco Parfums
Seit 2022 hat sich Thomas De Monaco vollständig auf die Entwicklung seiner eigenen Parfum-Kreationen konzentriert, welche heute in über 20 Ländern und weit über 80 Städten erhältlich ist. Seine Kollektionen umfassen die Limited Editions mit Raw Gold, Eau Coeur und Grand Beau, wie auch die Extraits Uniques mit den Düften Sol Salgado und Fuego Futuro.